# Марун (родовище)
Марун — одне з найбільших газоконденсатно-нафтових родовищ світу. Розташоване в Ірані біля м. Абадан. Належить до нафтогазоносного басейну Перської затоки.

## Історія
Відкрите у 1964 р.

## Характеристика
Поклади на глибині 2,3-3,3 км. Запаси 1400 млн т. Густина нафти 0,86 г/см³. Вміст S 1,80 %. Річний видобуток в кінці ХХ ст. — 30 млн т.